# 福島県道349号向山会津長野停車場線
福島県道349号向山会津長野停車場線（ふくしまけんどう349ごう むかいやまあいづながのていしゃじょうせん）は、福島県南会津郡南会津町長野にある一般県道。

## 路線概要
- 起点：南会津郡南会津町長野字向山
- 終点：南会津郡南会津町長野字下谷地（会津鉄道会津線 会津長野駅前）
- 総延長：1.287km[1]
  - 実延長：0.832km
- 路線認定年月日：1959年8月31日[2]

### 重用区間
- 福島県道347号高陦田島線（日光街道）（南会津郡南会津町長野字長野地内）

### 道路施設
長野橋（阿賀川）
- 全長：186.050m
  - 主径間：31.150m
- 幅員：7.25（9.75）m
- 形式：6径間単純PCポストテンションT桁橋
- 竣工：1983年

1981年8月23日に当時の田島町を直撃した台風15号の大雨により阿賀川が増水し、1934年に架けられた旧橋梁の橋脚が沈下し落橋したため災害復旧事業として下流側に架けられた橋梁である。総事業費は4億110万円。北詰が国道121号と突き当たる丁字路になっている。

## 通過する自治体
- 南会津郡南会津町

## 接続・交差する道路
- 国道121号（長野字向山 起点）
- 福島県道347号高陦田島線 田島方面（長野字長野）
- 福島県道347号高陦田島線 下郷方面（長野字長野）

## 沿線
- 阿賀川
- 長野郵便局
- 会津鉄道会津長野駅